# (999) Zachia
(999) Zachia est un astéroïde de la ceinture principale découvert le 9 août 1923 par l'astronome allemand Karl Reinmuth. 
Sa désignation provisoire était 1923 NW. Il est nommé en l'honneur de l'astronome austro-allemand Franz Xaver von Zach.